# بیچوود، شهرستان وود، ویرجینیای غربی
بیچوود (به انگلیسی: Beechwood) یک منطقهٔ مسکونی در ایالات متحده آمریکا است که در شهرستان وود، ویرجینیای غربی واقع شده‌است. بیچوود ۱۸۸٫۰۶ متر بالاتر از سطح دریا واقع شده‌است.